# Gang of Four

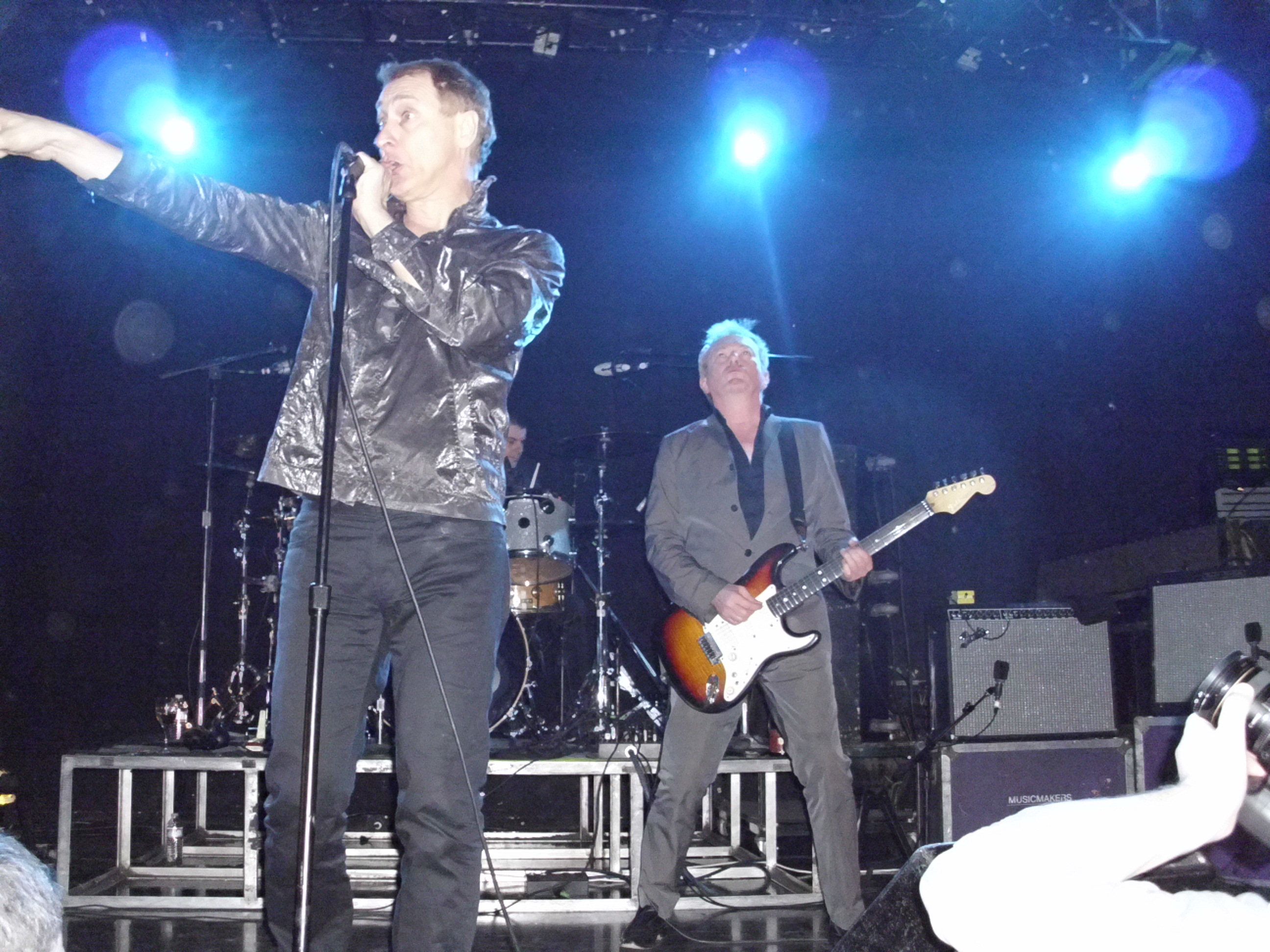
Formația Gang of Four, 2011

Gang of Four este o trupă engleză de post-punk din Leeds. Componența originală era: cântărețul Jon King, chitaristul Andy Gill, basistul Dave Allen și bateristul Hugo Burnham. Formația a fost activă din 1977 până în 1984, reunindu-se apoi de două ori în anii '90 cu King și Gill. În 2004, grupul în componența lui originală s-a reunit dar în noiembrie 2006 Allen a fost înlocuit la bas cu Thomas McNeice iar Burnham la baterie cu Mark Heaney.